# Certification TCO
Pour les articles homonymes, voir TCO.

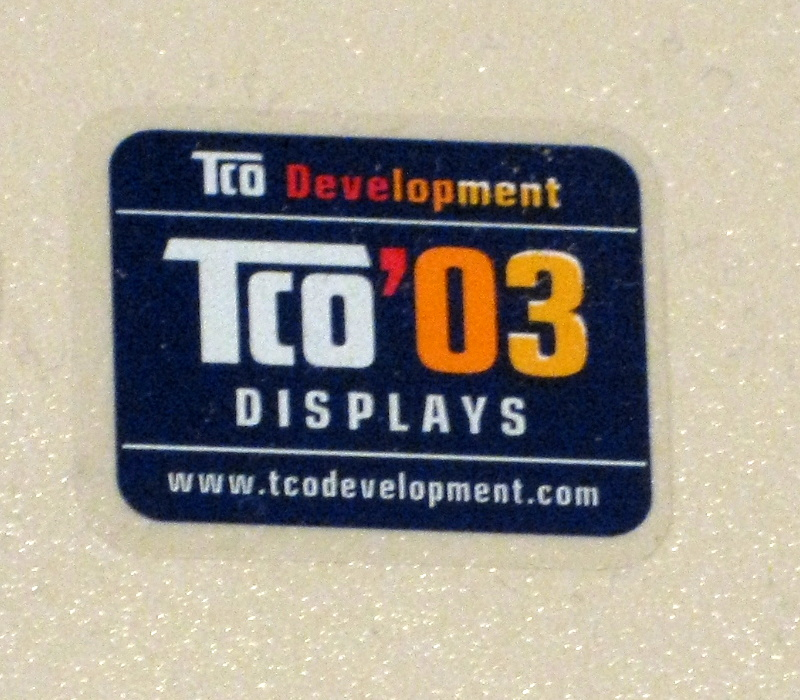
Un exemple de certification TCO'03 (rayon cathodique et affichages à panneau plat).

La certification TCO est une certification concernant le bureau en général (et plus particulièrement les moniteurs d’ordinateurs), attribuée par la compagnie TCO Development, filiale de la Swedish Confederation of Professional Employees.
Bien qu’associée généralement avec les écrans, cette certification définit également des standards pour les ordinateurs, les claviers, les imprimantes, les téléphones portables et les fournitures de bureau.
TCO a été le premier label à intégrer au moins deux dimensions du développement durable. Il s’intéresse à la santé humaine (émission d’ondes électromagnétiques par les tubes cathodiques) et à l’aspect financier (économie d’énergie).

## Liste des certifications
Les différentes certifications sont nommées à partir de leurs années respectives d’entrée en service. Les versions suivantes existent : 
- TCO’92 : Définit les standards pour les émissions d’écrans.
- TCO’95 : Définit les standards en matière d’ergonomie, d’émissions, d’énergie et d’écologie pour les écrans, les claviers et les ordinateurs.
- TCO’99 : Idem que la TCO’95, mais également pour les écrans plats et les imprimantes
- TCO’01 : Idem, mais pour les téléphones portables
- TCO’03 : Nouvelle norme d’affichage qui s’applique uniquement aux affichages de rayon cathodique (tube) et les affichages à panneau plat (FPD). Ce niveau de certification inclut aussi la capacité de chargement d’image,
- TCO’04 : Définit les standards en matière d’ergonomie et d’émissions pour les fournitures de bureau
- TCO’05 : Nouvelle version de la TCO’99, applicable aux ordinateurs fixes et portables
- TCO’06 : Extension et mise à jour de la norme TCO’03, applicable notamment aux écrans plats pour télévision.